# Aiguille Verte
Die Aiguille Verte (französisch für: „Grüne Nadel“) mit einer Höhe von 4122 Metern ist ein Berg im Montblanc-Massiv. Sie gilt als einer der schwierigsten, wenn nicht als der am schwierigsten zu besteigende Viertausender der Alpen.

## Lage und Umgebung
Die Aiguille Verte ist von großen Gletschern umgeben. Im Westen umfließt das Mer de Glace das Bergmassiv. Im Süden liegt das große Gletscherbecken des Glacier de Talèfre. Im Norden fließt der Glacier d’Argentière mit langer Zunge in das Tal von Chamonix. Im Westgrat der Aiguille Verte erheben sich mit dem abweisenden Doppelgipfel der Aiguille du Dru zwei der berühmtesten und schwierigsten Kletterberge Europas, an denen Alpingeschichte geschrieben wurde. Nach Osten schließen sich mit den Droites, 4000 m, und den Courtes, 3856 m, eindrucksvolle Berggestalten an, deren schwierige Nordwände sich aus dem Argentière-Becken erheben.
Als alpiner Stützpunkt bietet sich das Refuge du Couvercle an, eine südlich des Berges auf 2687 m gelegene Hütte des Club Alpin Français (CAF). Die Hütte kann von der Bahnstation Montenvers in ca. 3,5 Stunden erreicht werden (Gletscherbegehung).

## Alpinismus
- Der einfachste Anstieg ist das nach dem Erstbesteiger benannte Whympercouloir, eine heute in heißen Sommern ausapernde Eisrinne mit einer Durchschnittsneigung von 47°. Im oberen Teil nimmt die Steilheit bis auf 55° zu. Die Tour ist fast nur im Frühsommer machbar, wenn noch günstige Firnverhältnisse herrschen. Wegen der bei Erwärmung steigenden Steinschlaggefahr sollte man die Rinne bereits am frühen Morgen verlassen haben. Mit Edward Whymper erreichten am 29. Juni 1865[2] auch Christian Almer und Franz Biner erstmals den Kulminationspunkt der Verte.
- Alternativ kann man den rechts des Whympercouloirs ansteigenden Südpfeiler der Grande Rocheuse, 4102 m, erklettern und von diesem Nebengipfel über den Gipfelgrat zur höchsten Spitze gelangen (Schwierigkeit im Fels bis UIAA III). Die Führe über den Südsporn der Rocheuse wurde von Michel Balmat, Michel Ducroz und R. Fowler am 17. September 1865 bei der dritten Besteigung der Verte erstmals begangen.
- Der sogenannte Moinegrat bietet einen (oft kombinierten, d. h. eisdurchsetzten) Anstieg über den Südwestgrat der Aiguille Verte. Wenige Tage nach den Erstbesteigern folgten G. C. Hodgkinson, Charles Hudson, Edward Shirley Kennedy, Michel Croz, M. A. Ducroz und Peter Perren am 5. Juli 1865 über diese Route auf den Gipfel. Die Schwierigkeiten im Fels erreichen den dritten Grad nach der UIAA-Skala.

Die Gratüberschreitungen der Verte gehören zu den größten Unternehmungen, die fortgeschrittene Bergsteiger in den Alpen durchführen können.
Die berüchtigte, bis zu 60° steile Nant-Blanc-Route wurde 1989 erstmals von Jean-Marc Boivin mit Skiern sowie zehn Jahre später von Marco Siffredi mit dem Snowboard befahren.